# 红花木犀榄
红花木犀榄（学名：Olea rosea）为木犀科木犀榄属下的一个种。

## 扩展阅读
- 維基物種上的相關：红花木犀榄